# Hans Huhn
Hans Huhn (* 27. Oktober 1896 in Weimar, † nach 1945) war ein deutscher Kommunalpolitiker (NSDAP). Er war von 1934 bis 1945 Oberbürgermeister der Stadt Arnstadt in Thüringen.

## Leben und Wirken
Hans Huhn trat zum 1. Juni 1930 der NSDAP bei (Mitgliedsnummer 259.262). Am 23. Januar 1934 wurde er kommissarisch zum Oberbürgermeister von Arnstadt ernannt. Noch im gleichen Jahr wurde ihm am 12. Mai 1933 definitiv diese Funktion für zwölf Jahre übertragen.
Im Oktober 1941 wurde Huhn auf Lebenszeit während einer Feierstunde des Rates zum Oberbürgermeister berufen.
Während der Amtszeit von Huhn wurden die Juden aus der Stadt vertrieben, wanderten notgedrungen aus oder wurden in Konzentrationslagern ermordet. Die Synagoge an der Krappgartenstraße wurde in der Pogromnacht 1938 niedergebrannt. 30 männliche Juden wurden in das KZ Buchenwald verschleppt. 
In Arnstadt mussten während des Zweiten Weltkrieges 2950 Frauen und Männer vorwiegend aus der Sowjetunion und Polen sowie Kriegsgefangene aus den von Deutschland besetzten Ländern Zwangsarbeit in zahlreichen Fabriken und Betrieben der Stadt verrichten. Über 100 Personen kamen dabei ims Leben. Zudem unterhielten die Nationalsozialisten im nahe gelegenen Jonastal ein geheimes Bauvorhaben, in das Hans Huhn offensichtlich eingeweiht war. Als das Ende seiner Amtszeit abzusehen war, ließ er zahlreiche Akten vernichten. Außerdem verschwand die Amtskette des Oberbürgermeisters, als er am 3. Mai 1945 vom amerikanischen Kommandanten für abgesetzt erklärt wurde. Sein weiteres Schicksal ist nicht bekannt.